# Machabeli

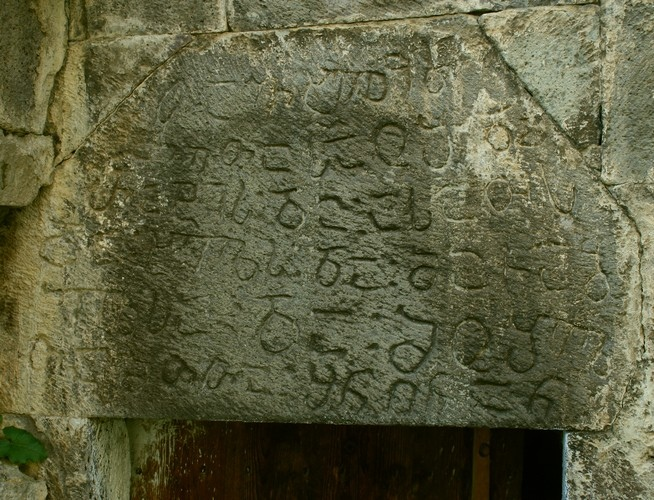
Una inscripción del monasterio de Tiri que menciona a Machabel Tavjelidze, un supuesto antepasado de la familia.

Machabeli (sing. en georgiano: მაჩაბელი; pl. მაჩაბლები, Machablebi) fue una casa principesca georgiana (tavadi) que tenía un gran feudo (satavado) en la actual región de Iberia Interior (zona central de Georgia, ocasionalmente referida como «Kartli») denominado Samachablo por el apellido de la familia noble.
El origen de la familia no está claro. Según un relato tradicional, descendían de uno de los príncipes del clan feudal abjasio-georgiano de Achba que había huido de los desórdenes en Abjasia. Otra versión sostiene que los Machabeli eran una rama de la familia Tavjelidze que adoptó su nombre dinástico en honor a la aldea de Achabeti en el río Gran Liajvi, donde se encontraba su dominio inicial. A partir del siglo XV, los Machabeli crecieron en prominencia y ocuparon varios puestos importantes en la corte de los reyes georgianos del reino de Kartli. Su feudo, Samachablo, cubría una parte significativa de lo que ahora es Osetia del Sur y disfrutó de un grado de autonomía dentro del reino desde c. 1470 a 1800, cuando Georgia fue anexada al Imperio ruso. La casa Machabeli fue confirmada con dignidad principesca por el zar ruso Nicolás I en 1850.